# Wöbring
Wöbring (früher: Wöbering) ist eine Ortschaft in der Kärntner Marktgemeinde Metnitz mit 60 Einwohnern (Stand 1. Jänner 2024). Die Ortschaft liegt zur Gänze auf dem Gebiet der Katastralgemeinde Metnitz Land.

## Lage
Die Ortschaft liegt im Wöbringbachtal, einem linken Seitental des Metnitztals in den Metnitzer Bergen, das durch die Landesstraße L62a erschlossen wird.

## Geschichte
Der Ort wird in einem Gurker Urbar des 15. Jahrhunderts als in der Webran genannt; dieser Name leitet sich vom slowenischen Personennamen Bebran ab. Auf dem Gebiet der Steuergemeinde Metnitz-Land liegend, gehörte der Ort in der ersten Hälfte des 19. Jahrhunderts zum Steuerbezirk Grades. Bei Gründung der politischen Gemeinden im Zuge der Reformen nach der Revolution 1848/49 kam Wöbring an die Gemeinde Metnitz und somit an den Bezirk Sankt Veit an der Glan.

## Bevölkerungsentwicklung
Für die Ortschaft zählte man folgende Einwohnerzahlen:
- 1869: 27 Häuser, 202 Einwohner[3]
- 1880: 27 Häuser, 155 Einwohner[4]
- 1890: 26 Häuser, 164 Einwohner[5]
- 1900: 25 Häuser, 159 Einwohner[6]
- 1910: 26 Häuser, 181 Einwohner[7]
- 1961: 26 Häuser, 155 Einwohner (davon Weiler Dörfl 3 Häuser, 21 Einwohner; Streusiedlung Wöbring 23 Häuser, 134 Einwohner)[8]
- 2001: 27 Gebäude, 107 Einwohner[9]
- 2011: 27 Gebäude, 81 Einwohner[10]
- 2021: 26 Gebäude, 62 Einwohner, 24 Haushalte, 14 Arbeitsstätten[11]

## Ortschaftsbestandteile
Zur Ortschaft gehören die Einzelhöfe Arger, Butterer, Ebner, Fritz, Kerschhackl, Pechmann, Potschacher, Schmalzl, Völkl und Wolfger sowie das Gasthaus Seppmüller.